# Струффолі
Струффолі, також відомі як Медові кульки (італ. Struffoli; неап. struffule) — неаполітанська страва, виготовлена із смажених у фритюрі кульок солодкого тіста. Тісто використовується в багатьох італійських солодких ласощах, таких як chiacchiere. Для стреффолі тісто формують у кульки розміром приблизно з кулі. Хрусткі зовні і легкі всередині, струффолі змішують з медом та іншими солодкими інгредієнтами і формують горбки або кільця. Є багато різних способів присмаку їм, але традиційний спосіб змішати їх в меді з diavulilli (нонпареллю окроплює), корицю і шматочками апельсинової шкірки. Присвоєння імен залежить від регіону: у Калабрії їх також називають скалілі, а в Абруццо cicerchiata. Їх часто подають на Різдво, а іноді подають теплими. 

## Історія
Подібну страву описує Архестрат, грецький поет із Гели на Сицилії. Його називали енкрис (грец. ἐγκρίς) — тісто-кулька, смажена на оливковій олії, яку він детально описує у своїй гастрономії ; робота, втрачена в даний час, але частково збережена у дейпнософістів Атинея, де тринадцять разів згадується про enkris, у різних складених формах. Найповніший його опис у дейпнософістів - це уривок, який говорить:
Назва struffoli походить від грецького слова strongoulos, що означає округлий.

## Подібні страви
- Піньонате (Андалусія)
- Гулаб Джамун (Південна Азія)
- Croquembouche (Франція)
- Локма (середземноморський басейн)
- Піньолата (Сицилія)
- Тіглах (єврейське печиво)
- Çäkçäk (татарська, башкирська та середньоазійська страва)